# Pièces de guerre
Pièces de guerre est une trilogie théâtrale du dramaturge britannique Edward Bond écrite entre 1983 et 1985.

## Thème de la pièce
La pièce met en scène notre monde face à une guerre ayant conduit à la destruction atomique, réduisant presque à néant l'humanité.
Sa construction se présente en trois parties :
- Rouge, noir et ignorant
- La Furie des nantis
- Grande Paix

Dans les trois pièces, le spectateur est saisi par les leitmotivs de la mort, de la souffrance, de la déchéance, de la condition humaine et de l'ignoble vérité de la guerre ainsi que par les terribles monologues déclamés par les personnages. C'est donc une pièce engagée et vibrante, tragédie émouvante de réalisme.

### Les trois parties
- Rouge, noir et ignorant met en scène un personnage terrible, « Le Monstre », naviguant entre les visions d'un monde violent, qu'il présente comme la vie qu'il aurait vécue… s'il n'avait pas été tué dans le ventre de sa mère par un bombardement.
- La Furie des nantis présente, dans le monde réduit à un désert par la bombe, quelques hommes qui (sur)vivent en autarcie dans une ancienne usine de boîtes de conserve. Ils vont devoir faire face à l'arrivée d'un nouvel homme qui va, semble-t-il, causer la mort brutale des habitants.
- Grande Paix, dernier livre de la trilogie, commence avant la destruction du monde par la bombe. Alors que la guerre bat son plein, un jeune soldat va devoir exécuter un ordre absurde : tuer un enfant de moins de 5 ans habitant sa rue afin de réduire les dépenses en nourriture, la famine touchant férocement la population. Dans des circonstances d'une extrême violence, il va être amené à tuer son frère et à fuir, laissant sa mère devant le fait accompli. On suit ensuite le parcours de cette mère qu'après une ellipse temporelle saisissante on retrouve vingt ans plus tard errant dans le Désert causé par la Bombe. Celle-ci, devenue plus ou moins folle, traînant un balluchon qu'elle traite comme son propre enfant va faire la rencontre de personnages, l'amenant à réfléchir sur sa condition.

## Dans l’enseignement
Les deux premiers volets, Rouge, noir et ignorant et La Furie des nantis, ont été au programme de français de la spécialité théâtre du baccalauréat L de l'année scolaire 2004-2005 à l'année 2007-2008.
Ils sont aussi au programme d'études théâtrales du concours A/L de l’École Normale Supérieure (Ulm et Lyon) en 2020 et 2021.